# Де Адриан, Вельдховен
Де Адриан (англ . The Adriaan) — ветряная мельница, расположенная по адресу Виндмолен 17, Мирвельдховен по соседству с Вельдховеном, Северный Брабант, Нидерланды. Построенная в 1906 году на искусственном холме, ветряная мельница служила мукомольная и была представляет собой башенную мельницу с размахом лопастей 26,2 метра. С 1 октября 1969 г. мельница является памятником государственного значения (№ 37040).

## История
Мельница De Adriaan была построена в 1906 г. по заказу семьи Ван Гринсвен из Бик-эн-Донк и изначально использовалась как мукомольная. С 1935 г. принадлежит семье Де Йонг. Мельница регулярно использовалась до 1980-х годов, когда семья Де Йонг взяла в эксплуатацию ещё одну ветряную мельницу Синт Ян, расположенную в Хугейнде в Вельдховене. Нижняя часть мельницы сейчас используется как кафе. Мельница до сих пор находится в рабочем состоянии. Позже вокруг мельницы были построены дома, которые перекрыли обзор.

## Галерея изображений

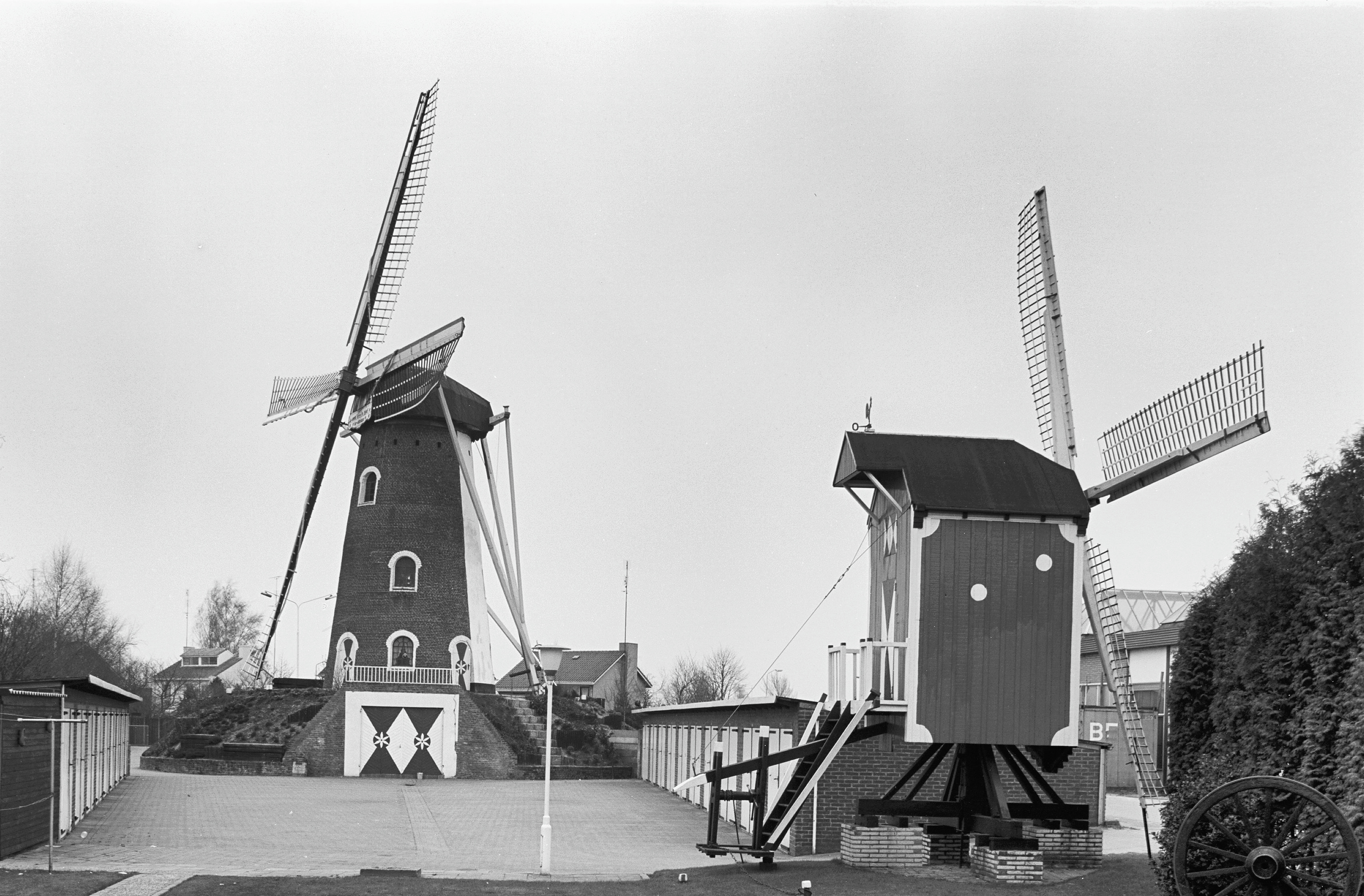
Общий вид мельницы
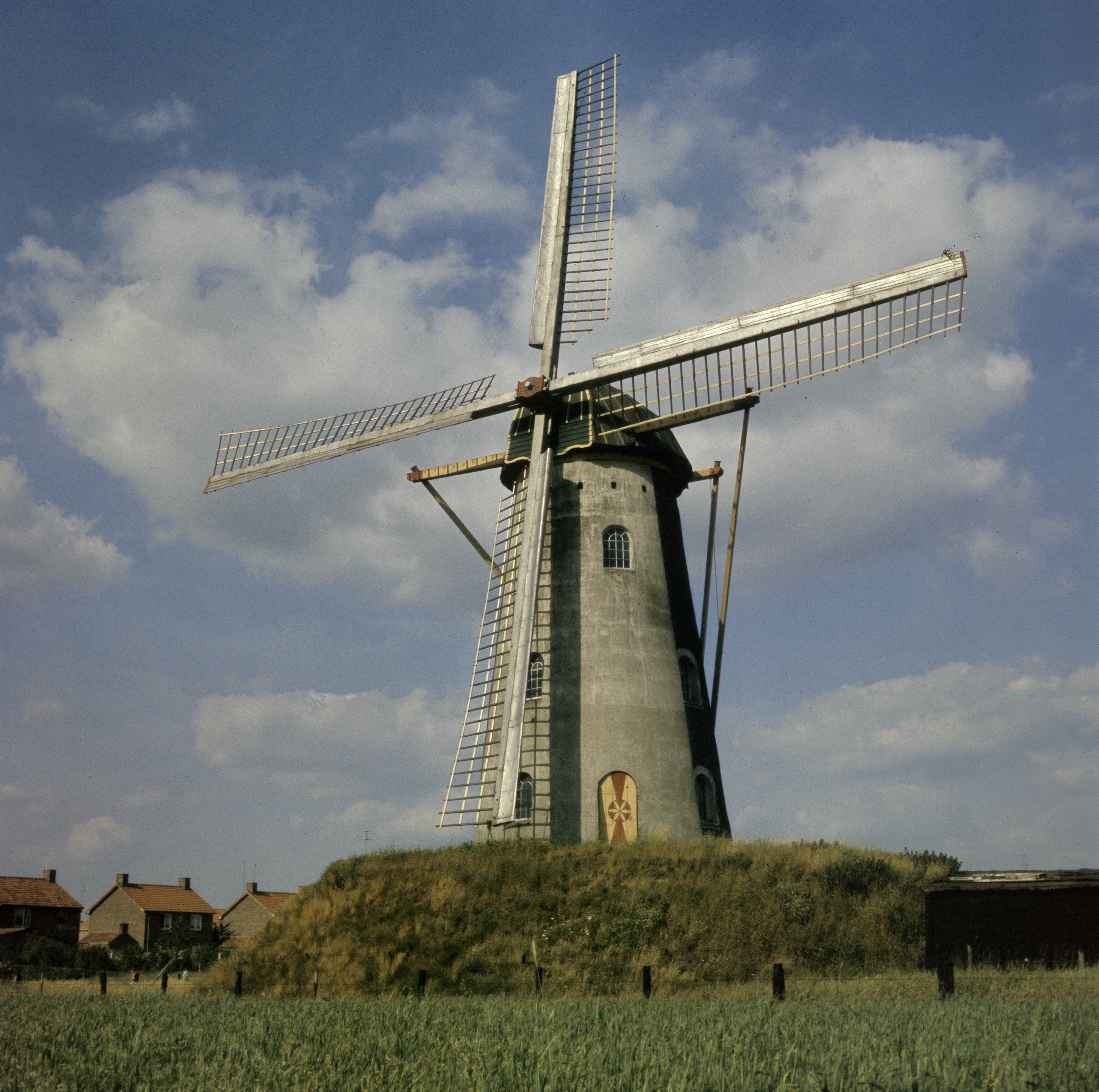
Мельница стоит на искусственном холме
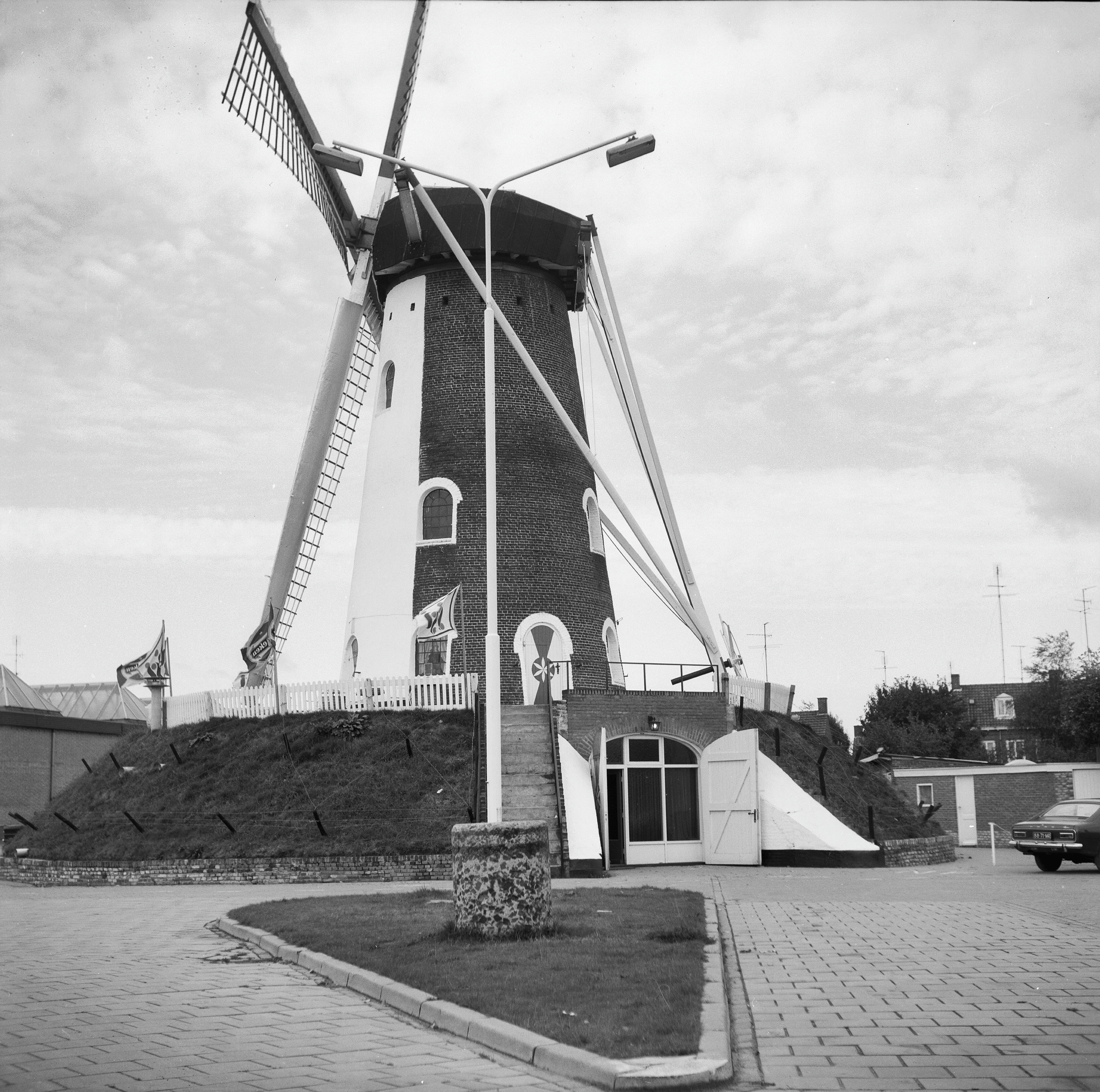
Вид с запада
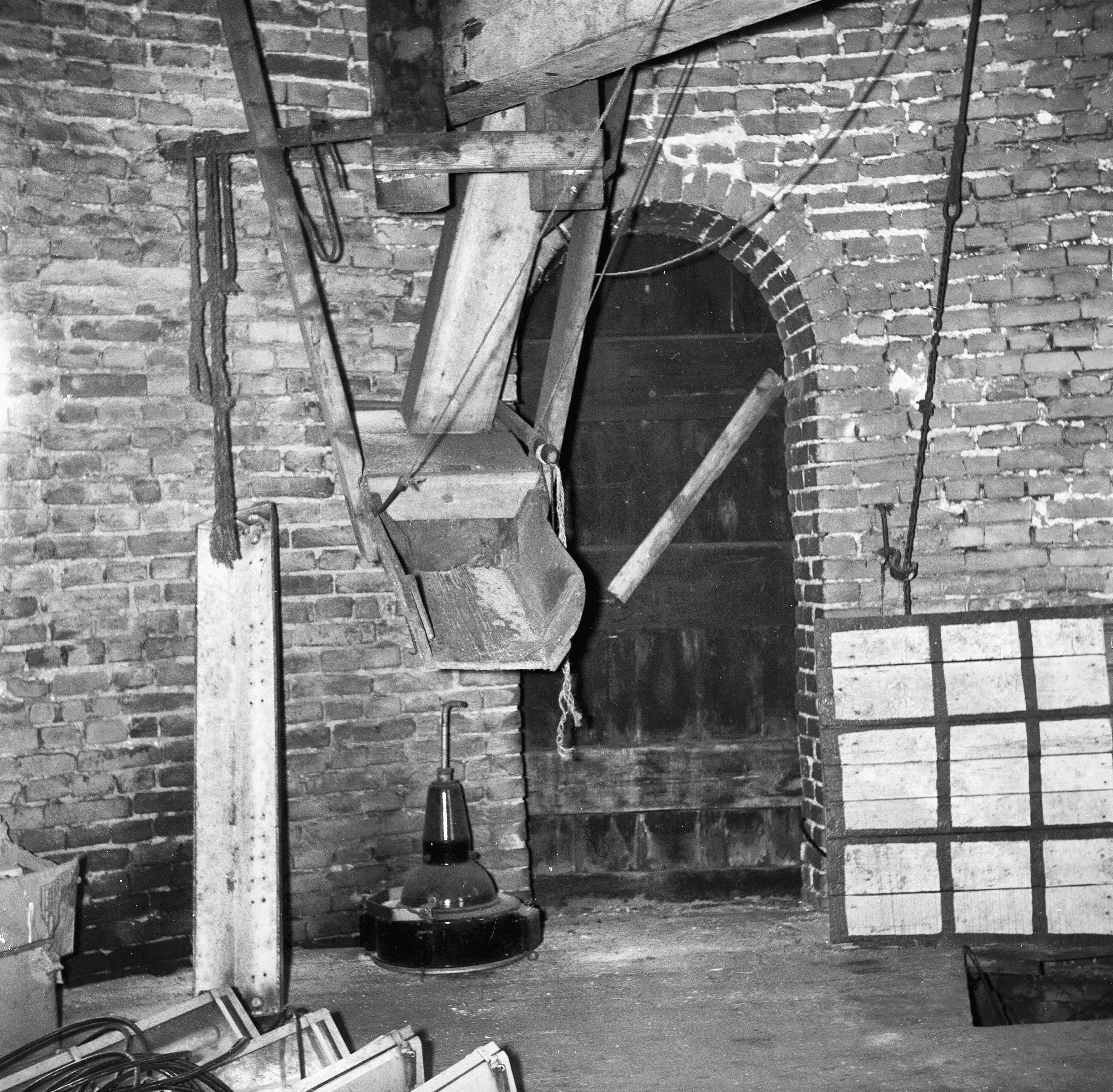
Первый этаж
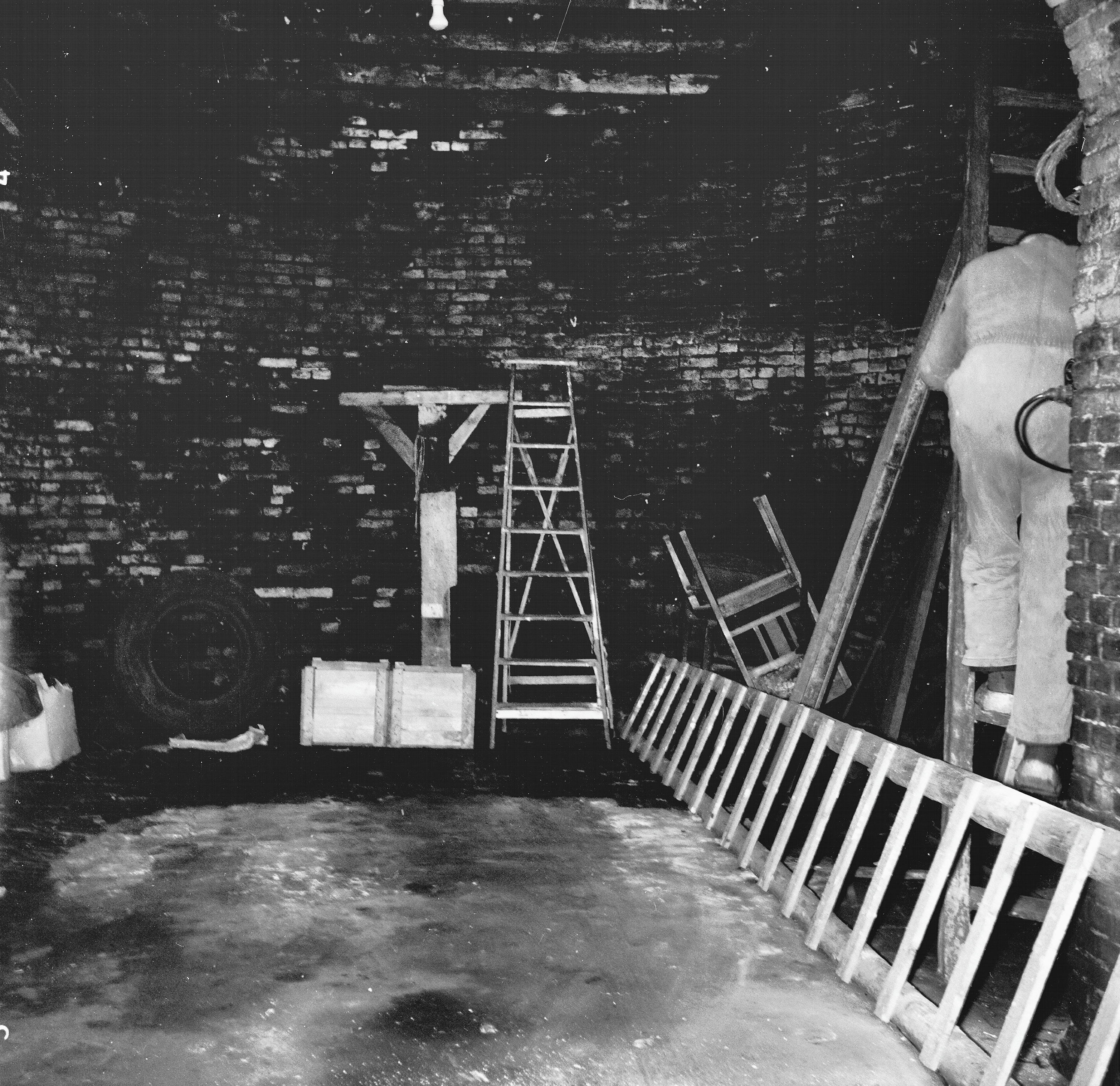
Первый этаж
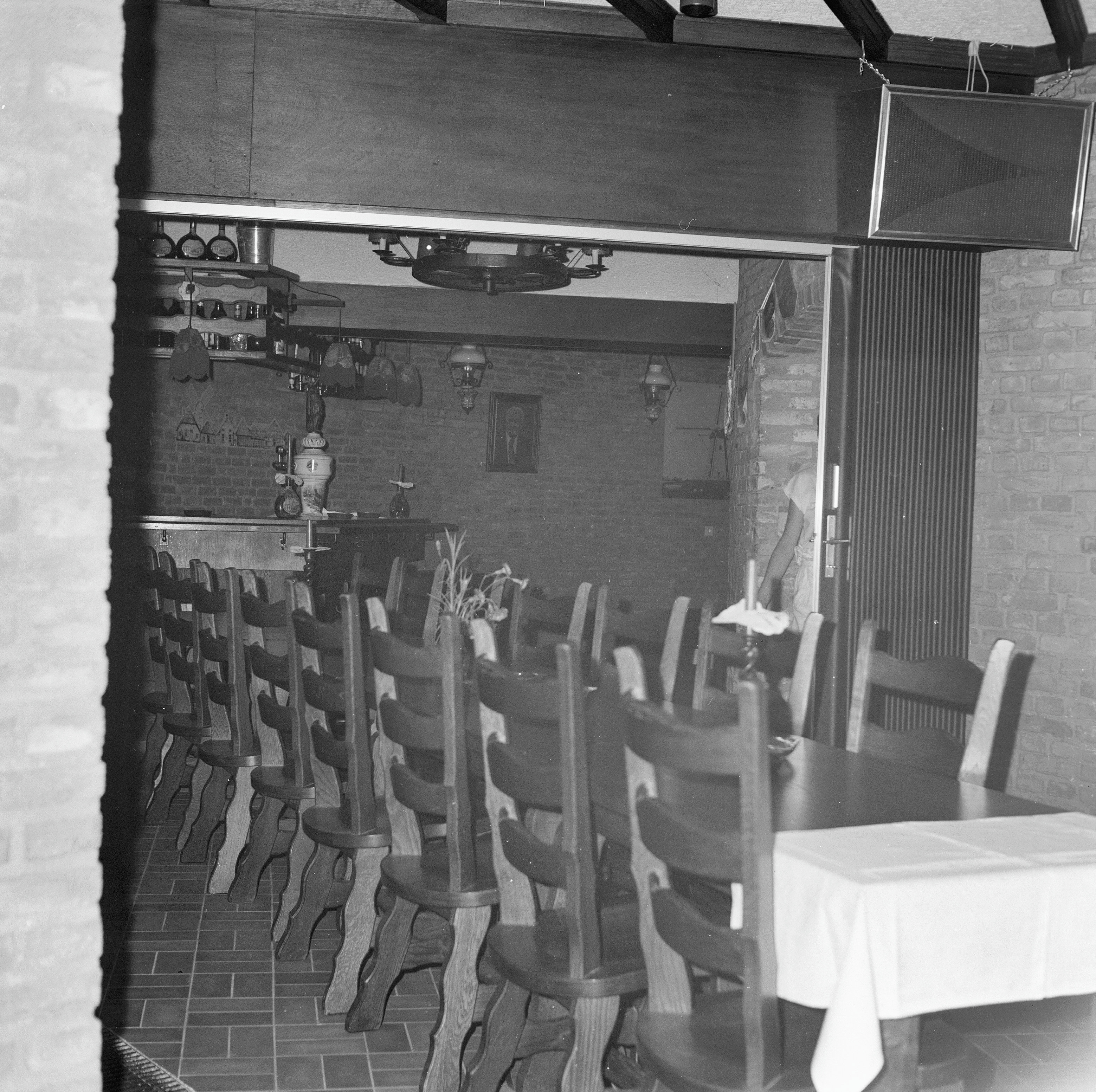
Кафе
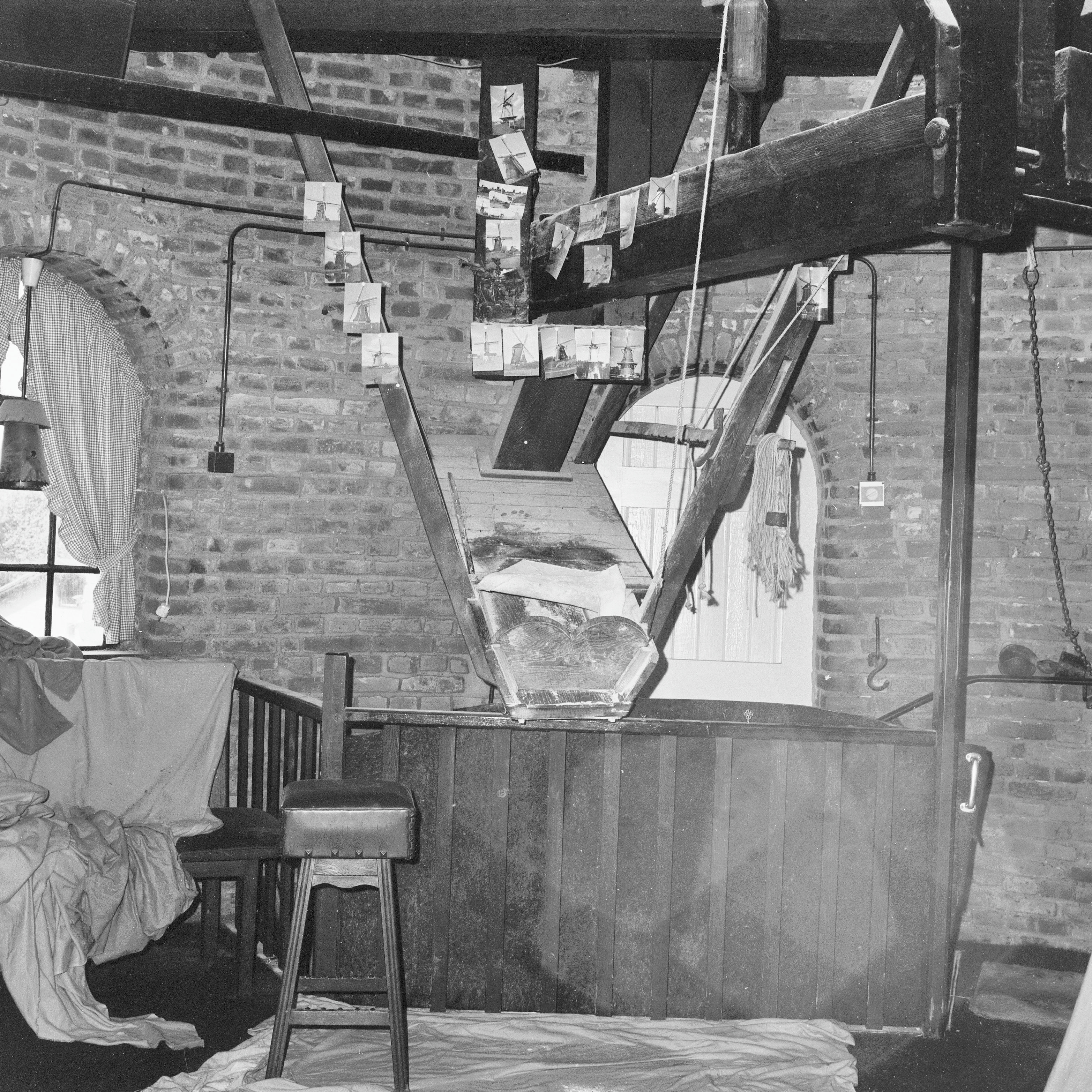
Чердак
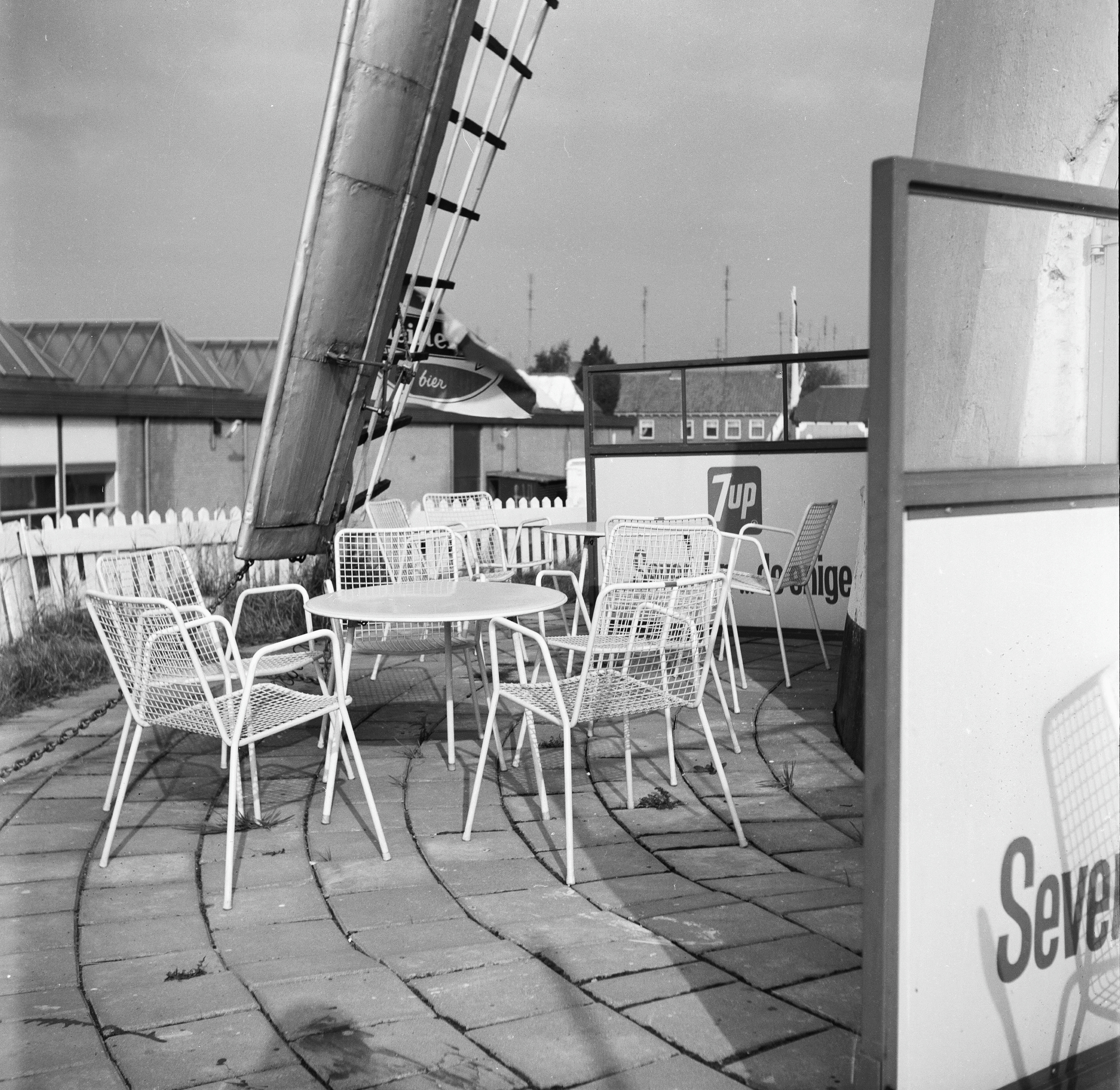
Терраса